# (21022) Ike
(21022) Ike (1989 CR) – planetoida z pasa głównego asteroid okrążająca Słońce w ciągu 4,1 lat w średniej odległości 2,56 j.a. Odkryta 2 lutego 1989 roku.